# Stéphane Risacher
Stéphane Rémy Daniel Risacher (Moulins (Allier), 26 de agosto de 1972) é um ex-basquetebolista profissional francês. Em 1993 conquistou a Medalha de Prata no Campeonato Mundial Sub22 na Espanha eliminando nas semifinais a Seleção Brasileira de Rogério Klafke, Demétrius Ferracciú e Olívia que eram dirigidos por Ênio Vecchi e na final esbarrou na forte Seleção Norte-Americana.Medal
Na Seleção Francesa Adulta conquistou a Medalha de Prata nos Jogos Olímpicos de Verão de 2000 em Sydney.